# جزيرة الكلاب (فلم)
جزيرة الكلاب (بالإنجليزية: Isle of Dogs) هو فيلم رسوم متحركة أمريكي تم إنتاجه في سنة 2018 وهو من إخراج ويس أندرسون وبطولة براين كرانستون وإدوارد نورتون وبوب بالابان وبيل موري وجيف غولدبلوم، تم عرض الفيلم لأول مرة في مهرجان برلين السينمائي الدولي في فبراير 2018 وتم طرحه على شاشات السينما في يوم 23 مارس 2018.

## القصة
قصة الفيلم تتكلم واقع خيالي حيث يقوم ولد بالبحث عن كلبه في جزيرة يحكمها الكلاب في اليابان ويحاول كلاب الجزيرة مساعدته في ذلك.

## البطولة
- كويو رانكلين بدور أتاري كوباياشي
- براين كرانستون بدور شيف
- إدوارد نورتون بدور ريكس
- بيل موري بدور بوس
- جيف غولدبلوم بدور ديوك
- جريتا جيروج بدور تريسي ووكر
- فرانسيس مكدورماند بدور المترجمة نيلسون
- كونيشي نومورا بدور العمدة العمدة كوباياشي
- أكيرا تاكاياما بدور القائد دومو
- سكارليت جوهانسون بدور نوتميغ
- أكيرا إيتو بدور البروفيسور واتانابي
- تيلدا سوينتون بدور أوراكل
- هارفي كيتل بدور غوندو
- ف. موراي أبراهام بدور جوبيتر
- كين واتانابي بدور جراح الرأس
- ماري ناتسوكي بدور أونتي
- فيشر ستيفنز بدور سكراب
- نيجيرو موراكامي بدور المحرر ميروشي
- ييف شرايبر بدور سبوتس
- يوجيرو نودا بدور الصحفي
- فرانك وود بدور المترجم سيمول

## التقييم
حصل الفيلم على تقييم 94% في موقع الطماطم الفاسدة بناءً على 78 مراجعة، وقد أشاد النقاد بقصة الفيلم وبعمل المخرج ويس أندرسون. في موقع ميتاكريتيك حصل الفيلم على درجة 81 من 100 وعلى 29 نقد معظمها إيجابي.

## الجوائز
تحصل المخرج ويس أندرسون من خلال الفيلم على جائزة الدب الفضي كأفضل مخرج في مهرجان برلين السينمائي الدولي.

## وصلات خارجية
- جزيرة الكلاب على موقع IMDb (الإنجليزية)
- جزيرة الكلاب على موقع ميتاكريتيك (الإنجليزية)
- جزيرة الكلاب على موقع روتن توميتوز (الإنجليزية)
- جزيرة الكلاب على موقع قاعدة بيانات الأفلام العربية
- جزيرة الكلاب على موقع ألو سيني (الفرنسية)
- جزيرة الكلاب على موقع Turner Classic Movies (الإنجليزية)
- جزيرة الكلاب على موقع أول موفي (الإنجليزية)
- جزيرة الكلاب على موقع بوكس أوفيس موجو (الإنجليزية)
- جزيرة الكلاب على موقع فيلمافينيتي (الإسبانية)
- جزيرة الكلاب على موقع قاعدة بيانات الفيلم (الإنجليزية)

- الموقع الرسمي نسخة محفوظة 22 سبتمبر 2017 على موقع واي باك مشين.
- جزيرة الكلاب على قاعدة بيانات الأفلام على الإنترنت